# Saison 3 de Columbo
Chronologie
Saison 2 Saison 4
La saison 3 de la série télévisée Columbo comporte huit épisodes diffusés de septembre 1973 à mai 1974.

## Épisode 1:Adorable mais dangereuse
- États-Unis : NBC, 23 septembre 1973
- France : 1re Chaîne ORTF, 13 décembre 1974

Jeannot Szwarc
- Photographie : Harry L. Wolf (crédité Harry Wolf)
- Musique : Dick De Benedictis (et Henry Mancini pour le thème Sunday Mystery)
- Durée : 70 minutes

- Vera Miles (Viveca Scott) (VF : Nelly Benedetti)
- Martin Sheen (Karl Lessing) (VF : Daniel Gall)
- Vincent Price (David Lang) (VF : Jean Berger)
- Sian Barbara Allen (Shirley Blaine) (VF : Sylviane Margollé)
- Fred Draper (le Dr Murcheson) (VF : Henry Djanik)
- Gino Conforti (Ferdy) (VF : Albert Augier)
- Colby Chester (Jerry) (VF : Jacques Deschamps)
- Richard Stahl (Burton) (VF : René Bériard)
- Marc Hannibal (l'homme aux empreintes) (VF : Jacques Deschamps)
- Bruce Kirby (Laborantin) (VF : Claude Joseph)
- John Finnegan (le sergent) (VF : Jacques Marin)

Viveca Scott est propriétaire et dirigeante d'une grande compagnie de cosmétiques de notoriété nationale, Beauty Mark. Elle est une femme d'affaires redoutable tout autant qu'elle est une croqueuse d'hommes assumée. Le Dr Murcheson est le responsable des chimistes de son laboratoire de recherche. Il est certain qu'ils viennent de mettre au point un produit de haute qualité d'après les études préliminaires. Pourtant, après des tests très encourageants au départ, cela apparaît être très mauvais au final. C'est que le Dr Mucherson est depuis des années transi d'amour pour Viveca Scott, qui a joué avec son cœur pour le lier à son entreprise. Il est devenu une épave et se noie dans l'alcool, sur son lieu de travail comme ailleurs, pour oublier que cette passion n'est pas réciproque. Il ne s'est donc pas rendu compte de la manœuvre de Karl Lessing, un jeune chimiste ambitieux membre comme lui du laboratoire de recherches et lui aussi ancien amant de Viveca, qui a volé la formule exacte et modifié celle qui apparaît avoir été trouvée. Lessing a pris directement contact au téléphone avec David Lang (concurrent direct de Viveca Scott car lui-même à la tête d'une entreprise de cosmétique). Les deux hommes ont conscience de la valeur de la trouvaille, un anti-rides miraculeux, et s'apprêtent à conclure l'offre. Qu'il s'agisse d'une vente d'un pillage de secret industriel en passe d'être réalisé ne les dérange pas le moins du monde. 
Pour autant, la secrétaire particulière de David Lang, Shirley Blane, qui les a entendu parler et a compris la manoeuvre frauduleuse en passe d'être conclue, prend directement contact avec Viveca Scott afin de faire découvrir à la cheffe d'entreprise ce qu'il se trame dans son dos. Viveca apprend ainsi que le produit miracle existe bien et qu'un membre de son équipe manigance sa perte.
Viveca Scott se rend alors un soir chez Karl Lessing et tous deux se confrontent. Toutes les propositions financières de Scott apparaissent illusoires pour le chimiste qui refuse absolument toutes les offres et n'a de cesse de réclamer tout ce qu'il peut, par exemple de devenir son associé afin de prendre sa part des bénéfices de la société.
Scott va avoir un mouvement de colère lorsque le chimiste va lui faire comprendre qu'il n'est plus, comme Mucherson l'est encore, sous son emprise amoureuse. Si Viveca et lui redeviennent amants, comme elle lui propose, il refuse de se transformer en loque. De rage, elle va le frapper avec un microscope de grande taille qui se trouvait sur un guéridon et le tue involontairement.
Sur les lieux du crime, Columbo détecte dans un pot de farine la trace octogonale laissée par un flacon qui y était caché. Il va, par la suite, constater que les flacons utilisés pour les essais de produits cosmétiques ont la même forme.
- C'est la 1re fois que l'on voit l'acteur Bruce Kirby, employé ici dans le laboratoire, alors que dans des épisodes ultérieurs, il sera le bon sergent corvéable à merci.
- Aucun des meurtres de cet épisode n'est réalisé par arme à feu, objet de prédilection de la série. Il s'agit d'un coup porté par un objet contondant et d'un empoisonnement.
- Au début de l'épisode, lors de la rencontre entre David Lang et Viveca Scott au cours d'un défilé de mode, on peut entendre en musique de fond The Girl from Ipanema jouée au piano (2 min 30 s).
- Columbo se présente sur les lieux du crime avec un œuf dur qu'il écale, car, dit-il, il a sauté son petit déjeuner. Il indique aussi qu'il a toujours une salière dans sa poche, contrairement à ce jour-là, et c'est en cherchant du sel qu'il trouve la marque laissée dans la farine par le flacon volé.
- Lorsqu'il rencontre Viveca pour la première fois, il déclare que sa femme est une grande admiratrice de ses produits (de la marque Beauty Mark). Plus tard, dans sa « ferme de régime », il fait allusion aux problèmes physiques de sa femme - c'est une des rares répliques décrivant le physique de son épouse (ce qui contredit au passage l'image portée par la série Madame Columbo, Kate Loves a Mystery, 1979). D'ailleurs, dans une interview donnée à la sortie de Madame Columbo, auquel il n'a pas voulu participer, il en explique la raison : il imaginait davantage sa femme comme une "mamma à l'italienne avec six ou huit gamins…" ce qui est semble-t-il encore contredit par l'épisode L’enterrement de Madame Columbo où l'on aperçoit une photo de sa belle-sœur qui, elle, n'est pas du tout dans le style que Peter Falk se faisait de la famille à l'italienne… mais les temps avaient changé.
- À noter également un faux raccord dans cet épisode. Un journal est déposé par Columbo sur une boîte sur le bureau de Viveca Scott (57 min 50 s). Or, dans le plan suivant (57 min 55 s), le journal disparaît, puis réapparaît à nouveau (58 min 02 s) et ce à plusieurs reprises. À la toute fin de la scène, Columbo reprend le journal sur le bureau (58 min 20 s) ainsi qu'une pochette jaune. Or, cette dernière était placée sous le journal auparavant et non pas au-dessus.

## Épisode 2:Quand le vin est tiré
- États-Unis : NBC, 7 octobre 1973
- France : 1re Chaîne ORTF, 6 décembre 1974

Leo Penn
- Photographie : Harry L. Wolf (crédité Harry Wolf)
- Musique : Dick De Benedictis (et Henry Mancini pour le thème Sunday Mystery)
- Durée : 91 minutes

- Donald Pleasence (Adrian Carsini) (VF : William Sabatier)
- Dana Elcar (Falcon) (VF : Jean Violette)
- Julie Harris (Karen Fielding) (VF : Paule Emanuele)
- Gary Conway (Enrico Carsini) (VF : Daniel Gall)
- Joyce Jillson (Joan Stacey, la fiancée d'Enrico) (VF : Béatrice Delfe)
- Robert Walden (Billy Fine) (VF : Gérard Hernandez)
- Reid Smith (Andy Stevens)
- Regis Cordic (Lewis) (VF : Jean-François Laley)
- Robert Ellenstein (Stein) (VF : Jean-Henri Chambois)
- Pamela Campbell (Cassie Marlowe)
- Robert Donner (l'ivrogne du bistrot)
- John McCann (un officier de police)
- George Gaynes (le français vendeur de vins)
- Monte Landis (le sommelier du restaurant) (VF : Jacques Bernard)
- Walker Edmiston (un homme aux enchères)
- Vito Scotti (le maître d'hôtel du restaurant)
- Victor Millan (Dr William Martinez)

Adrian Carsini est d'âge mûr et l'un des plus grands experts œnologues au monde. Il est aussi un producteur de vin de grande qualité et s'apprête à recevoir sous peu un prix international pour son travail. il a invité chez lui divers amis à une dégustation privée et exclusive d'un vin de grand cru.
Son jeune demi-frère Enrico, propriétaire du vignoble familial en Europe, lui rend visite un soir. Ce jeune homme sportif et flambeur, tout à son opposé comportemental, lui fait part à la fois de son futur nouveau mariage (le troisième) le week-end qui vient, et de son intention formelle de vendre le domaine familial à un groupe de producteurs de vin grand public afin d'en obtenir de suite une forte somme d'argent.
Pris de colère devant cette volonté de se séparer du vignoble familial, surtout pour des parvenus qu'il déteste prodigieusement, Adrian assomme Enrico dans le bureau. Il le transporte sur son dos, inconscient, dans son cellier personnel attenant à sa maison, dans une sorte de cave creusée dans la roche. Il attache son frère par des liens solides, coupe le climatiseur déshumidificateur des lieux (probablement pour que l'odeur de putréfaction, à venir, ne puisse pas être remarquée depuis l'extérieur), cache la voiture d'Enrico et part une semaine à New York avec sa secrétaire. À son retour, Enrico est mort de déshydratation. Le meurtrier habille alors son frère avec la tenue de plongeur que ce dernier conservait dans le coffre de sa voiture, puis longe la côte avec le véhicule, se gare et jette l'infortuné dans la mer. Lorsque le corps est retrouvé, le légiste conclut à un choc l'ayant assommé et laissé inconscient sous l'eau jusqu'à épuisement de l'air contenu dans sa bouteille de plongée.
- En faisant des parallèles audacieux, certains éléments font penser au roman L'Assommoir d'Émile Zola. Adrian Carsini utilise une des coupes qu'il a gagnées comme un assommoir pour assommer son demi frère Rick. Adrian Carsini, comme Coupeau dans le roman de Zola, dépense de façon inconsidérée pour l'amour du vin. Carsini dans un milieu aisé pour des grands crus , juste pour admirer le vin en le dégustant à peine. Coupeau dans le milieu ouvrier dépense l'argent du ménage pour boire à "l'assommoir". Le vin rend Carsini fou lorsque Rick annonce qu'il veut vendre le vignoble. Coupeau détruit la boutique de Gervaise dans une crise de delirium tremens.
- Le TWA Flight Center apparaît dans cet épisode pour illustrer le vol retour d'Adrian Carsini de New York vers Los Angeles, après son voyage d'affaire lui procurant un alibi.
- Dans cet épisode, on apprend que Columbo a des enfants.
- On voit pour la première fois le lieutenant Columbo dans son bureau. Il y reçoit la visite de la fiancée d’Enrico Carsini (qu'elle appelle de son nom américain « Rick »), qui vient lui faire part de ses craintes liées à la disparition de ce dernier.
- On apprend que la voiture de Columbo, la fameuse Peugeot 403 cabriolet de 1959, a « 100 000 miles » au compteur (environ 160 000 km). Dans cet épisode la 403 est grise avec la capote marron clair.
- On apprend également : que le grand-père de Columbo fabriquait lui-même son vin en Sicile, que ses deux parents sont italiens, et qu'il est né, selon ses dires, tout de suite après la prohibition américaine (soit après 1933).
- Le titre original est un jeu de mots entre l'expression anglaise : any port in a storm (« n'importe quel port pendant une tempête », qui signifie que dans l'urgence on ne choisit pas, on prend ce qui vient), et les termes old port, littéralement « vieux porto ».
- Un des rares voire le seul épisode de la série où se crée une certaine amitié entre le meurtrier et le Lieutenant. Dans la plupart des épisodes, le meurtrier sous-estime le Lieutenant, le toise, le prend pour un idiot, est arrogant et désagréable envers ce dernier ; dans cet épisode, Adrian Carsini éprouve un profond respect envers Columbo ainsi que des signes de grande gentillesse à son égard. Columbo éprouve même du regret à l'arrêter. D'ailleurs Columbo a accepté de s'intéresser à l'affaire car la fiancée d'Enrico a su jouer sur la fibre italienne du Lieutenant. À la fin de l'épisode, en signe d'estime, Columbo offre à Adrian une bouteille de grand cru (un Montefiascone) et Carsini lui fait remarquer qu'il est devenu un « excellent connaisseur » (il ajoute « Celui-ci est parfait pour cette sorte d'adieux »). Cette remarque rappelle quelque peu la scène finale de Meurtre à la carte, dans laquelle le meurtrier indique au lieutenant qu'il a raté sa vocation culinaire.
- Lors du repas au restaurant, l'assassin reconnaît la science de l'inspecteur en matière de vins, notamment le choix, dans la version anglaise, d'un « Mosel » pour accompagner les huîtres. La version française parle de Sylvaner. Toutefois, lorsque le lieutenant surprend Carsini en train de se débarrasser de ses bouteilles au motif que ce sont des vins médiocres, il s'étonne de ce qu'un Château d'Yquem puisse être qualifié de la sorte, alors qu’il montre une bouteille à la forme effilée, telle que celles de Pinot Noir d'Alsace et non pas à la forme de bouteille de Bordeaux.
- On peut entendre dans cet épisode la musique de Sous le ciel de Paris jouée au violon (71e minute).
- La secrétaire de Carsini est jouée par Julie Harris, partenaire de James Dean dans À l'est d'Éden.
- Donald Pleasence sera confronté à Madame Columbo dans l'épisode 3 de ce spin-off, Le Mystère De Lily Corday.

## Épisode 3:Candidat au crime
- États-Unis : NBC, 4 novembre 1973
- France : TF1, 16 mai 1975

Boris Sagal
- Photographie : William Cronjager
- Musique : Dick De Benedictis (et Henry Mancini pour le thème Sunday Mystery)
- Durée : 94 minutes

- Jackie Cooper (Nelson Hayward) (VF : Roland Ménard)
- Ken Swofford (Harry Stark) (VF : Jacques Deschamps)
- Joanne Linville (Victoria Hayward) (VF : Paule Emanuele)
- Tisha Sterling (Linda Johnson) (VF : Francine Lainé)
- Robert Karnes (le sergent de police Vernon) (VF : Claude Joseph)
- Regis Cordic (le commissaire adjoint) (VF : Jean-François Laley)
- Jay Varela (le sergent de police Rojas)
- Sandy Kenyon (Harris)
- Jack Riley (le réalisateur TV)
- Mario Gallo (en) (le dentiste Perenchio)
- Jude Farese (le policier patrouilleur) (VF : Daniel Gall)
- Larry Burrell (le présentateur du Journal Télévisé)
- James G. Richardson (Shelly)
- Katey Sagal (la secrétaire)
- Clete Roberts (un journaliste)
- Angelo Grisanti (le premier inspecteur de police)
- Bill Andes (le directeur de campagne)
- Lew Brown (le second inspecteur de police)
- Vito Scotti (Chadwick, le tailleur)
- Don Diamond (Larry)
- Lucille Meredith (Lucy)
- George Conrad (Mario, l'employé du tailleur)
- Mickey Golden (un travailleur de la campagne électorale)
- Mike Lally (un travailleur de la campagne électorale)
- Davis Roberts (un agent de police)
- Dianne Travis (la blonde à l'anniversaire de Mrs.Hayward)

Candidat au Sénat, Nelson Hayward en a secrètement par dessus la tête d'Harry Starck, son conseiller autoritaire et calculateur qui le cornaque étroitement depuis longtemps et sait trop de choses sur lui.
Le politicien a pour maîtresse Linda Johnson, la secrétaire de sa propre épouse. Harry Starck fait pression pour que son employeur rompe avec cette jeune femme : il craint qu'une découverte fortuite de cette liaison puisse saper tout le travail engagé pour le faire élire. 
C'en est trop pour Hayward, sincèrement épris et par ailleurs sous protection policière après avoir reçu des menaces (en fait orchestrées par les deux hommes pour doper la popularité de Hayward).
Faisant croire qu'il va aller en secret expliquer à Linda que leur relation doit s'interrompre, Hayward convainc son conseiller de prendre sa veste et sa voiture pour semer la protection policière, puis de passer la nuit dans la maison de plage du candidat, éloignée de la ville. Hayward compte se débarrasser là une fois pour toutes de son encombrant collaborateur. 
Sur place, le lampadaire face à la maison ne fonctionnant pas, Hayward doit utiliser la lumière de son propre porche pour viser correctement Harry et le tuer. L'assassin laisse celui-ci sur les lieux et rejoint ensuite sa femme pour une fête d'anniversaire à laquelle de nombreux invités sont conviés. Là, il s'éclipse pour appeler discrètement la police en déguisant sa voix pour simuler celle d'un tueur revendiquant anonymement l'exécution de Hayward.
La police commence comme prévu par présumer qu'Hayward a échangé sa place avec celle de Harry pour pouvoir aller sans escorte à la fête, et qu'un ennemi du candidat a tué ou fait tuer Harry par erreur.
Mais pour Columbo plusieurs détails - notamment la montre cassée de la victime, trop bon marché pour lui, et le manque de lumière sur la scène du crime - posent problème. 
- Une petite erreur à signaler dans le doublage français : dans la première scène, le nom de la jeune femme qui est la maîtresse d'Hayward est Linda. Dans la suite de l'épisode, on l'appelle Lisa.
- Une erreur de doublage : le conseiller dit "Vous avez des squelettes dans le placard". En français, on dit "des cadavres dans le placard".
- Katey Sagal tient le petit rôle de la secrétaire de Nelson Hayward, son père étant à la réalisation.
- Au lieu de lire les rapports comme à son habitude, c'est en examinant le corps de la victime que Columbo découvre qu'il aimait se vêtir de choses solides et durables, ce qui ne correspond pas à la montre que porte la victime ce soir-là. Or, en général, Columbo ne fait jamais cette vérification à la suite sans doute de son aversion du sang. De plus, sa théorie de la voiture dans le bureau d'Hayward sur le ou les meurtriers qui bloquent le passage ne tiendrait pas la route devant un tribunal.
- Dans cet épisode, Columbo doit délaisser sa Peugeot 403 quelques instants à la suite d'un contrôle de police. En effet il doit la faire réparer à la suite de gros défauts (phare cassé, absence d'essuie-glace...). Il emprunte alors une camionnette de remorquage.
- Chose rare, Columbo apparaît un court instant au tout début de l'épisode.

## Épisode 4:Subconscient
- États-Unis : NBC, 16 décembre 1973
- France : 1re Chaîne ORTF, 22 novembre 1974

Richard Quine
- Photographie : William Cronjager
- Musique : Dick De Benedictis (et Henry Mancini pour le thème Sunday Mystery)
- Durée : 70 minutes

- Robert Culp (Dr Bart Keppel) (VF : Jacques Thébault)
- Robert Middleton (Victor Norris) (VF : Henry Djanik)
- Chuck McCann (Roger White) (VF : Roger Lumont)
- Louise Latham (Mme Norris) (VF : Paule Emanuele)
- Francis DeSales (Patterson)
- Dennis Robertson (Dét. Marley) (VF : Pierre Collet)
- Ann Driscoll (Mrs. Halstead)
- Thomas Bellin (technicien)
- Denny Goldman (photographe de presse)
- John Milford (premier détective) (VF : Jacques Deschamps)
- E.A. Sirianni (Norbert)
- Mary Beth Sikorski (réceptionniste)
- George Wyner (éditeur de film)
- Manuel Depina (troisième détective) (VF : Claude Joseph)
- Alan Beltran (gardien)
- Harry Hickox (deuxième détective)
- Richard Stahl (balistique) (VF : Albert Augier)

Le Dr Bart Keppel, chercheur en techniques de publicité et éditeur de films publicitaires, a des difficultés relationnelles avec son client, Victor Norris. Ce dernier le menace de raconter à la police qu'il provoque un chantage à l'encontre de ses clients avec un mannequin, Tanya, pour obtenir davantage d'argent de leur part que ce qui est convenu initialement par contrat.
Keppel fomente donc l'assassinat de son client et commence par lui faire manger du caviar très salé, sachant que Norris en est friand, ce qui doit générer en lui une soif pressante. Tandis que le publicitaire projette un film à une dizaine de personnes dont il lit le texte depuis les coulisses, il patiente le temps que des images subliminales, qu'il a lui-même insérées dans le film, fassent leur effet et incitent Norris à sortir de la salle pour boire dans le couloir d'à côté. La manœuvre réussit. Keppel laisse un enregistrement préétabli de sa voix continuer à prononcer le texte afin de sortir de la salle en toute discrétion.
Norris est alors tué par Keppel, qui remet ensuite son arme dans son présentoir et reprend sa place de narrateur comme si de rien n'était. Les indices qu'il laisse pointent (assez maladroitement) vers Mme Norris.
Columbo est intrigué par la présence incongrue d'un magnétophone en ces circonstances et en ces lieux, ainsi que par le sang-froid surprenant de Keppel dans les minutes qui ont suivi la découverte du corps. 
- C'est la troisième apparition de Robert Culp comme assassin dans la série, après les épisodes Faux témoin (Death Lends a Hand) en 1971 et Le Grain de sable (The Most Crucial Game) en 1972
- Lors de l'apparition de Columbo sur les lieux du crime, celui-ci fait directement allusion au film précédent dans la série, Candidat au crime, en disant : «I missed dinner tonight workin' late on that Hayward case » («J'ai raté le dîner ce soir en travaillant tard sur l'affaire Hayward »).
- C'est l'un des rares épisodes où on ne voit pas la 403 de Columbo (on la devine juste une fois, à la fin, quand il descend de sa voiture).
- C'est aussi l'un des rares épisodes où on voit Columbo dans un magasin d'alimentation, dans lequel sa conversation avec Keppel fait avancer son enquête.
- Lors de sa deuxième rencontre avec Keppel, Columbo lui apporte une photo de sa femme afin qu'il voie à quoi ressemble une vraie ménagère, mais finalement il ne la lui montre pas.
- Columbo indique à l'assassin qu'il aurait fait un excellent détective. Sans doute un clin d'oeil au rôle de gérant d'entreprise de détectives privées, précisément tenu par Robert Culp dans Faux témoin.
- Dans la version française, le mannequin Tanya, bien que créditée au générique de fin, n'apparaît jamais à l'image ; elle est seulement évoquée indirectement.
- Cet épisode a été écrit par Stephen J. Cannell, prolifique producteur de séries télés (comme Les têtes brûlées, Rick Hunter, L'Agence tous risques ou encore Riptide).

## Épisode 5:Édition tragique
- États-Unis : NBC, 18 janvier 1974
- France : TF1, 4 mars 1975

Robert Butler
- Photographie : William Cronjager
- Musique : Billy Goldenberg (et Henry Mancini pour le thème Sunday Mystery)
- Durée : 71 minutes

- Jack Cassidy (Riley Greenleaf) (VF : Michel Gatineau)
- Mickey Spillane (Allen Mallory) (VF : Claude Joseph)
- Mariette Hartley (Eileen Macrae) (VF : Marion Loran)
- John Davis Chandler (Eddie Kane) (VF : Roger Crouzet)
- Jacques Aubuchon (Jeffrey Neal) (VF : Claude Bertrand)
- Gregory Sierra (Lou D'Allesandro) (VF : Jacques Ruisseau)
- Alan Fudge (David Chase) (VF : Jean Berger)
- Paul Shenar (Sgt. Young) (VF : Daniel Gall)
- Ted Gehring (gardien immeuble) (VF : Georges Atlas)
- Jack Bender (Wolpert) (VF : Yves-Marie Maurin)
- J.S. Johnson (Palmer)
- Vern Rowe (propriétaire du restaurant)
- Lew Palter (Technicien de laboratoire)
- George Bernlin (serrurier)
- James Sikking (un policier en uniforme)
- Maurice Marsac (Walter) (VF : Jacques Deschamps)

Riley Greenleaf est un éditeur tout aussi notoirement irascible que porté sur la boisson, est sur le point de perdre son contrat d'édition avec Alan Mallory, son principal auteur de livres à succès, au profit d'un concurrent éditeur qu'il déteste. 
Rusé, sans scrupules et rancunier, Greenleaf charge Eddie Kane (vétéran du Vietnam reconverti en spécialiste en explosifs) d’aller tuer Mallory dans le bureau de ce dernier. Pour obtenir son aide, il lui promet d’éditer son livre, un manuel pour fabriquer des bombes artisanales (« How to blow up anything in ten lessons »), sitôt après l'assassinat.
Les deux hommes mettent minutieusement au point les détails de leur affaire : l’opération projetée est minutée. Greenleaf confie à Kane son revolver personnel et une clé pour ouvrir la porte du bureau de Mallory. Par ailleurs, il abîme la serrure de son véhicule pour faire croire que ces deux objets lui ont été volés dans sa boîte à gants.
Le plan est exécuté comme prévu, si ce n’est que Kane n’a pas besoin d’utiliser la clé pour ouvrir la porte, Mallory l'ayant laissée entrouverte pour faire un courant d’air avec la fenêtre. 
Greenleaf se construit un solide alibi pendant que le crime se déroule. Il est si habitué à tenir l'alcool qu'il parvient à surjouer l’éméché colérique en conservant toujours sa lucidité. Il déclenche une violente altercation avec son rival dans un restaurant, puis s'enivre dans un bar et suscite une empoignade avec un couple à la suite d’un accrochage qu’il provoque avec sa voiture. Enfin, il termine la nuit en se faisant surprendre prétendument ivre mort dans sa voiture par la police et il termine sa nuit en cellule de dégrisement. De multiples témoignages pourront ainsi attester de son emploi du temps pendant la nuit du crime, qu'il a beaucoup consommé et qu'il était donc, relativement, incapable de véritablement avoir pleine conscience de ses actes.
Il affecte le lendemain de ne se souvenir de rien, imputant son trou de mémoire à son ivresse de la veille. Au grand désespoir de son avocat, il ne cherche même pas à tenter de se disculper, comme mortifié à l’idée du crime qu’il a peut-être commis sous l’emprise de la colère et de l’alcool. Dépourvu d’alibi et ayant un mobile, tout a priori l’accuse. 
Il est vite disculpé, ce qui, vu les indices contre lui, conduit dans un premier temps naturellement la police – Columbo en premier – à estimer qu’il a été victime d’un coup monté.
Mais, quelques détails intriguent néanmoins Columbo : Greenleaf, qui prétend ne se souvenir de rien, laisse échapper qu’il y avait plusieurs personnes dans la voiture qu’il a percutée. Et, chose que Greenleaf ignorait, la clé laissée sur le sol par le tueur ne pouvait ouvrir la porte du bureau de Mallory car celui-ci avait récemment fait changer la serrure.
Comme Columbo lui a dit être à la recherche de la clé ayant pu ouvrir la serrure, Greenleaf tue Kane en faisant sauter sa maison avec les explosifs que celui-ci stockait, et surtout en laissant des indices pour le faire passer comme seul coupable, notamment la clé de la nouvelle serrure de la porte du bureau de Mallory. 
Puis, dans une ultime tentative de manipulation, Greenleaf affecte de finir par avouer à Columbo que Kane, auteur malheureux, serait à l’origine du dernier roman à paraître de Mallory, comme le montre d’ailleurs un tapuscrit trouvé sur place (en fait énième stratagème de Greenleaf) : Greenleaf et Mallory se seraient entendus sur son dos pour s’emparer de son œuvre. Dès lors, un scénario plausible s’impose : ulcéré d’avoir été doublé par Mallory et Greenleaf, Kane aurait assassiné le premier en faisant croire à la culpabilité du second, faisant ainsi coup double. 
- Il est particulièrement rare de voir apparaître des avocats : la grande majorité des suspects n'en réclamant pas leurs services - souvent pour éviter d'apparaître coupables -
- C'est la deuxième apparition de Jack Cassidy en meurtrier. Mickey Spillane, lui-même auteur à succès de la série de romans Mike Hammer et acteur occasionnel, joue le rôle de la victime Alan Mallory.
- Fait notable, lors de la confrontation finale avec l'assassin, Columbo fait une référence explicite à une enquête passée (Candidat au crime).
- Sur les 3 apparitions de Jack Cassidy dans Columbo la VF est interpretée par Jean-Claude Michel sauf dans cet épisode où c'est Michel Gatineau, connu aussi pour être la voix de Charles Ingalls (Michael Landon) dans La Petite Maison dans la Prairie.
- Un doute subsiste quant à la réelle participation à cet épisode de Gregory Sierra, pourtant crédité en premier au générique de fin, avant même Alan Fudge. Le personnage de Lou (Louis en VF) est incarné par un comédien qui pourrait être Gregory Sierra, affublé d'une perruque, mais il n'apparaît que dans une très courte scène.
- Le rôle décisif de la clé dans cet épisode n'est pas sans rappeler celui du film d'Alfred Hitchcock "Le crime était presque parfait".
- Lorsqu'il feint d'écrire un ouvrage relatant une affaire passée, il s'agit de l'épisode Candidat au crime, faisant partie de la même saison.

## Épisode 6:Au-delà de la folie
- États-Unis : NBC, 10 février 1974
- France : TF1, 22 mai 1975

Alf Kjellin
- Photographie : William Cronjager
- Musique : Dick De Benedictis (et Henry Mancini pour le thème Sunday Mystery)
- Durée : 70 minutes

- José Ferrer (Dr Marshall Cahill) (VF : Jacques Deschamps)
- Jessica Walter (Margaret Nicholson) (VF : Monique Martial)
- Lew Ayres (Prof. Howard Nicholson) (VF : Jean Berger)
- Robert Walker Jr. (Neil Cahill) (VF : Jacques Bernard)
- Lee Montgomery (Steven "Steve" Spelberg) (VF : Christophe Bruno)
- Lou Wagner (Ross) (VF : Serge Lhorca)
- Arthur Batanides (Murph) (VF : Marc de Georgi)
- Dennis Robertson (Reporter)
- Ed Fury (Homme en civil)
- William Bryant (Fields)
- Bert Holland (Whitehead)
- Darrell Zwerling (Responsable du motel)
- John Zaremba (Médecin légiste) (VF : Jean-Henri Chambois)
- Jefferson Kibbee (Jeff)
- Deidre Hall (réceptionniste)
- Charles Macaulay (Farnsworth) (VF : Michel Gatineau)
- William Christopher (scientifique)
- Dianne Turley (scientifique)

Le Dr Marshal Cahill est le directeur d'un institut de recherches scientifiques renommé. Il apprend que son propre fils, qui est sur le point de recevoir un prix pour ses recherches en chimie, a en fait volé les travaux d'un ancien membre de l'institut, feu le Dr Carl Finch. Le père décide d'éliminer l'importun qui a découvert la supercherie et qui vient de lui en faire part, le professeur Nicholson.
Ce soir-là, le Dr Cahill mène des exercices de tactiques militaires en pilotant une simulation qui se déroule dans une salle de guerre. De nombreux témoins sont présents dans le bâtiment et s'occupent consciencieusement pendant que le directeur est seul dans son local. Il a programmé un robot pour piloter la simulation à sa place. Il va ensuite emprunter une voiture de fonction puis rouler jusqu'au domicile du Pr Nicholson. Celui-ci sort de chez lui, est ébloui par les phares et se fait renverser juste à côté de son garage. L'impact a créé une déformation du capot du véhicule. Pour le masquer, le Dr Cahill va ensuite intentionnellement reculer trop vite avec sa propre voiture afin de simuler un accrochage involontaire.
Des indices incohérents laissés sur les lieux de la découverte du corps amènent Columbo à penser que la scène est maquillée : il comprend que la victime a été déposée dans sa propre maison par le meurtrier et que le crime s'est déroulé ailleurs.
- Rares sont les enfants à avoir une présence importante dans la série ; ici un jeune garçon va être d'une grande utilité pour le lieutenant.
- Le robot utilisé est le même que celui du film Planète interdite : Robby le robot. Dans l'épisode, il est manipulé par un enfant surdoué, Steven Spelberg, dont le nom vient de Steven Spielberg, qui avait réalisé l'épisode 3 (1-1) Le Livre témoin (Murder by the Book), mais qui n'était pas encore célèbre à l'époque.
- Durant la séquence de début d'épisode où l'on voit le déroulement de l'exercice de stratégie militaire, les participants évoquent nommément la Russie et la Chine. Ces références disparaissent complètement dans la version française.
- Dans cet épisode, Columbo explique que son chien n'a pas de nom, parce que lui et sa femme n'ont jamais pu se mettre d'accord ; pour cette raison ils l'appellent juste le chien ou ils le sifflent, ce qui ne change rien car de toute façon, il ne vient pas.
- Au début de l'épisode, on voit Columbo discuter avec le directeur d'une maison de dressage qui lui explique qu'ils ne peuvent pas le garder (le chien), car il est trop « mauvais élève » et « démoraliserait les autres chiens ».
- Dans la version française, lorsqu'il se présente à Columbo, on peut entendre que le Dr Cahill se prénomme "Michael" et non "Marshall".

## Épisode 7:Le Chant du cygne
- États-Unis : NBC, 3 mars 1974
- France : TF1, 5 juin 1975

Nicholas Colasanto
- Photographie : William Cronjager
- Musique : Dick De Benedictis (et Henry Mancini pour le thème Sunday Mystery)
- Durée : 94 minutes

- Johnny Cash (Tommy Brown) (VF : André Falcon)
- Ida Lupino (Edna Brown) (VF : Nadine Alari)
- John Dehner (Roland Pangborn) (VF : Jean-François Laley)
- Sorrell Booke (J.J. Stinger)
- Bill McKinney (Luke Basket) (VF : Georges Aubert)
- Janit Baldwin (Tina) (non crédité) (VF : Sylviane Margollé)
- Larry Burrell (journaliste TV) (non crédité) (VF : Jacques Deschamps)
- Richard Caine (Bennett) (non crédité)
- Doug Dirkson (Jeff) (non crédité) (VF : Serge Lhorca)
- Harry Harvey (directeur) (non crédité) (VF : Robert Le Béal)
- Jefferson Kibbee (Frank) (non crédité)
- Lucille Meredith (Lady) (non crédité) (VF : Jacqueline Porel)
- Donald Mantooth (Phil) (non crédité)
- John Randolph (Colonel) (VF : Jean Violette) (non crédité)
- Vito Scotti (M. Grindell, employé des pompes funèbres) (VF : Jacques Dynam) (non crédité)
- Bonnie Van Dyke (Maryann) (non crédité)

Tommy Brown est guitariste et chanteur de country. Il est la tête d'affiche d'un groupe d'une vingtaine de choristes dont son épouse Edna est elle-même la responsable. Edna est membre d'une sorte de mouvement sectaire. Elle utilise l'argent abondament obtenu par la notoriété de son époux pour financer un projet fort onéreux de construction d'un temple. Tommy n'est absolument pas dans cette optique et voudrait profiter des filles et de la vie facile que sa renommée lui permet, lui qui fait vivre toute sa troupe sur ses seules qualités. Tommy a été sorti de prison par sa femme, il est en liberté probatoire donc toute action suspecte le mènera à nouveau en prison. Il se trouve donc coincé à devoir faire ce qu'elle réclame, d'autant qu'il s'est rendu coupable d'un détournement de mineur il y a plusieurs années avec l'une de ses chanteuses actuelles, Maryann. S'il tient à s'émanciper de son emprise, Edna lui a bien fait comprendre qu'elle dénoncera son comportement passé ce qui lui assurera un aller simple en prison. Il fomente donc un plan.
Il arrive à Tommy de prendre lui-même, de temps à autre, les commandes d'un avion privé. Lors du voyage de retour, les deux femmes placées à l'arrière de l'appareil se voient proposer du café. Or, Tommy a préalablement versé des barbituriques dans la boisson ce qui provoque leur assoupissement. Tommy jette la bouteille isotherme utilisée par la fenêtre du cockpit et il saute en parachute, en pleine nuit, laissant l'avion sans pilote s'écraser avec les deux passagères inanimées à son bord. Blessé en atterrissant, il parvient cependant à cacher son harnachement et la toile de son parachute dans un grand tronc d'arbre creux près de l'épave. Il prétexte le mauvais temps, des défaillances techniques et une chance inouïe qui lui a sauvé la vie : il ne se retrouve qu'avec une cheville cassée.
Mais le frère d'Edna, qui est au courant des difficultés relationnelles du couple, avertit la police. D'après lui, l'accident est probablement un coup monté, surtout que la guitare fétiche du chanteur (dont il ne se sépare jamais, lui servant de porte bonheur) ne se trouvait pas avec lui dans l'avion.
- C'est le seul épisode de la série où le crime de base vise et inclut deux victimes en même temps.
- Pour se débarrasser de son épouse et de sa petite protégée, Tommy Brown se sert d'un café drogué aux barbituriques.
- À aucun moment l'inspecteur Columbo ne s'étonne de ne voir aucune trace de blessure sur le visage de Johnny Cash pourtant, selon sa version des faits, violemment éjecté du cockpit de l'avion qui s'est écrasé.
- En parlant de la bouteille isotherme, les protagonistes disent la thermos. Bien que cela soit autorisé, l'usage est généralement masculin, règle par ailleurs absolue au Québec.
- Lors de la réception, Columbo découvre un plat qu'il ne semble pas connaître, tandis qu'il s'agit de Chili con Carne, qui est bel et bien son plat favori. Le fait semble s'expliquer par le fait que celui-ci est préparé à base de viande d'écureuil.
- Bien qu'il interprète un personnage fictif, Johnny Cash présente sa véritable personnalité : son accoutrement, sa notoriété flagrante, son style vocal et musical, sa guitare acoustique noire, sa façon de placer son instrument de musique derrière son dos lorsqu'il ne l'utilise pas.
- C'est le deuxième épisode de la comédienne Ida Lupino après Accident (épisode 6/saison 1), idem pour John Dehner (Roland Pangborn) que l'on retrouve dans La montre témoin.
- Autre détail reliant le chanteur à son rôle : Tommy Brown affirme qu'il a servi dans l'Aviation pendant la guerre de Corée où il a dû plier des parachutes. Johnny Cash a lui-même servi pendant cette période sauf qu'il fut envoyé en Allemagne.
- C'est la deuxième fois que Columbo regrette d'avoir arrêté l'assassin à la fin de l'histoire (la première étant Quand le vin est tiré épisode 2 / saison 3).
- Une faute de raccord est visible lorsque Columbo montre le reste de la ceinture brulée dans le crash : devant Roland Pangborn, le lieutenant a un cigare dans la main gauche, sur le plan suivant il ne l'a plus.
- La maison funéraire tenue par Vitto Scotti, visible à 32 minutes et 16 secondes sera à nouveau visible dans l'épisode "Tout n'est qu'illusion" saison 5 / épisode 5, sous le nom "Le cabaret de la magie".
- Le nom du producteur de Tommy Brown, Nick Colasante n'est pas sans rappeler le nom du réalisateur de l'épisode Nicholas Colasanto.

## Épisode 8:En toute amitié
- États-Unis : NBC, 5 mai 1974
- France : TF1, 12 juin 1975

Ben Gazzara
- Photographie : William Cronjager

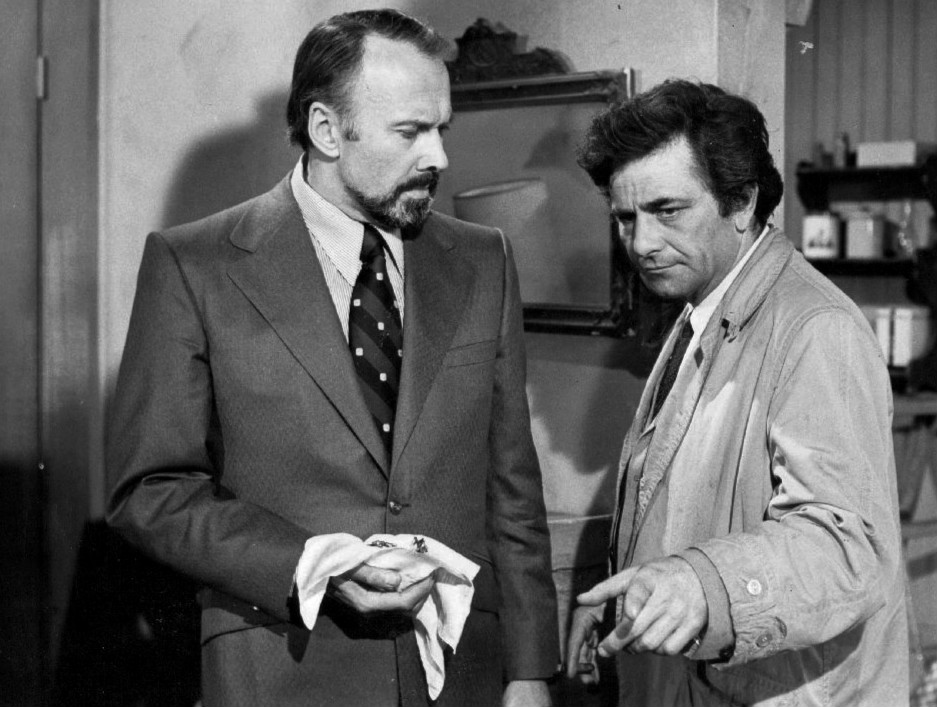
Richard Kiley (Commissioner Halperin) et Peter Falk (l'inspecteur Columbo)

- Musique : Dick De Benedictis, Billy Goldenberg (et Henry Mancini pour le thème Sunday Mystery)
- Durée : 94 minutes

- Richard Kiley (Mark Halperin) (VF : André Valmy)
- Rosemary Murphy (Margaret Halperin) (VF : Nadine Alari)
- Michael McGuire (Hugh Caldwell) (VF : Daniel Gall)
- Val Avery (Artie Jessup) (VF : René Bériard)
- Alma Beltran (Mme Fernandez) (non créditée)
- Joshua Bryant (Dr MacMurray) (VF : Roland Ménard) (non crédité)
- Victor Campos (Doyle) (VF : Pierre Fromont) (non crédité)
- James V. Christy (Sharkey) (VF : Marc de Georgi) (non crédité)
- Arlene Martel (vendeuse) (non créditée)
- Byron Morrow (Amos Lawrence) (non crédité)
- Albert Popwell (Al Como) (non crédité)
- Eleanor Zee (Thelma) (VF : Paule Emmanuele)
- John Calvin (Charlie Shoup) (VF : Yves-Marie Maurin)
- John Finnegan (Lt Duffy)

Hugh Caldwell tue sa femme lors d'une dispute à son domicile. 
Affolé et ne sachant quoi faire, il court alerter son voisin et ami Mark Halperin, qui vit avec sa femme dans la maison d'en face et qui est par ailleurs chef de la police (Commissioner). Celui-ci va l'aider à maquiller la scène en un cambriolage ayant mal tourné, profitant d'une vague récente de vols avec effraction dans les beaux quartiers.
Columbo écarte rapidement l'hypothèse d'un simple cambriolage pour orienter ses soupçons vers le mari. Mais celui-ci a un solide alibi (il était dans un bar lors du crime), par ailleurs la victime porte une chemise de nuit bleue alors qu'elle en a une autre, rouge, pliée sous son oreiller. La bleue a été prise dans la penderie mais il n'y a pas d'empreintes sur la poignée de celle-ci. Le mari lui confirme cette habitude de sa femme. Columbo en déduit que celui-ci n'aurait pas commis cette erreur et l'écarte des suspects. Il commence à envisager l'hypothèse d'un complice qui aurait commis cette maladresse, ce qui exaspère et inquiète Halperin qui a aidé son voisin et ami pour une raison bien précise : se débarrasser à son tour de sa propre femme.
Ainsi, dès le lendemain, Halperin noie sa femme dans sa baignoire. Par un échange de bons procédés, il exige de Caldwell que ce dernier se déguise en cambrioleur et qu'il jette le corps dans la piscine, sous les yeux de témoins, afin de lui fournir en retour un parfait alibi.
- Un épisode un peu différent de la formule habituelle car il fait intervenir deux victimes (dont l'une est déjà assassinée au début de l'épisode) et deux assassins. La deuxième particularité de l'épisode est que le commissaire Halperin, maquilleur des deux crimes, est un supérieur hiérarchique de Columbo.
- La voiture de Columbo tombe en panne à deux reprises dans cet épisode : il vient en retard sur les lieux du crime.
- Chez un vendeur de voitures, on lui en propose 80 $, après que Columbo a mentionné le kilométrage de sa Peugeot (250 000 kilomètres).
- Chose rare, on voit Columbo discuter de l'affaire avec ses collègues au bureau ainsi que sur les lieux du crime.
- À un moment, il montre des photos, dont une de son beau-frère (que l'on voit mal), et une où l'on voit deux enfants qu'il présente comme étant ses neveu et nièce.
- Même si l'idée n'a pas été directement reprise, il y a néanmoins une vague inspiration de l'échange des meurtres du film L'inconnu du Nord-Express de Alfred Hitchcock.
- L'hélicoptère qui patrouille de nuit se métamorphose subitement entre deux plans lorsqu'il arrive au-dessus de la piscine.
- Juste avant que les deux complices ne se retrouvent au funérarium auprès de la dépouille de Mme Caldwell, un plan de coupe montre la Villa Ephrussi de Rothschild, située à Saint-Jean-Cap-Ferrat en France. Le choix de ce plan fixe dans cet épisode est pour le moins surprenant.